# Saint-Ellier-du-Maine
Saint-Ellier-du-Maine é uma comuna francesa na região administrativa da Pays de la Loire, no departamento de Mayenne. Estende-se por uma área de 17,49 km². Em 2010 a comuna tinha 505 habitantes (densidade: 28,9 hab./km²).